# Jadwiga Wróbel
Jadwiga Wróbel (ur. 18 sierpnia 1939 w Piotrowie) – polska rolniczka, nauczycielka i polityk, posłanka na Sejm PRL IX kadencji.

## Życiorys
W 1956 skończyła Technikum Rolnicze w Witkowie i została nauczycielką w szkole podstawowej w Radolinie. Od 1958 prowadziła własne gospodarstwo rolne w Bobrowie. Była też członkinią rady nadzorczej Gminnej Spółdzielni. W latach 1985–1989 pełniła mandat posłanki na Sejm PRL IX kadencji w okręgu Konin z ramienia Zjednoczonego Stronnictwa Ludowego (zasiadała w wojewódzkim kierownictwie tej partii). Była członkinią sejmowej Komisji Rolnictwa, Leśnictwa i Gospodarki Żywnościowej. Otrzymała Medal 40-lecia Polski Ludowej.